# Eymouthiers
 Eymouthiers là một xã thuộc tỉnh Charente trong vùng Nouvelle-Aquitaine tây nam nước Pháp. Xã nay có độ cao trung bình 253 mét trên mực nước biển.
Năm 2021, dân số tại đây là 317 người.